# Tunel Trasy W-Z w Warszawie
Tunel Trasy W-Z – tunel drogowo-tramwajowy Trasy W-Z w Warszawie w ciągu al. „Solidarności”. Przebiega pod ulicami: Krakowskim Przedmieściem, Senatorską i Miodową.

## Opis
Tunel był wzorowany na tunelu Saint-Cloud  pod Paryżem. Stanowił nawiązanie do projektu zaproponowanego w okresie okupacji przez Jana Chmielewskiego. Jego wykonawcą było Państwowe Przedsiębiorstwo Budowlane „Beton-Stal”, odpowiedzialne za budowę zachodniego odcinka Trasy W-Z.
Tunel można było wykonać albo podkopem pod budynkami lub otwartym wykopem. Pierwszy sposób wymagał zastosowania konstrukcji podtrzymujących budynki, co byłoby kosztowniejsze i przesunęłoby termin zakończenia robót. W związku z tym podjęto decyzję o zastosowaniu otwartego wykopu, a wyburzone kamienice ściśle odtworzono. Podjęto jednak decyzję o zburzeniu pałacu Teppera, gdyż jego pozostawienie wiązałoby się z koniecznością wydłużenia tunelu o kilkanaście metrów. 
Prace przy betonowaniu tunelu rozpoczęto w czerwcu 1948 i zakończono w listopadzie tego samego roku. Budowę tunelu ukończono 7 grudnia 1948, 55 dni przed terminem. 11 grudnia 1948 w tunelu odbył się wiec z okazji zjednoczenia polskiego ruchu robotniczego i powstania Polskiej Zjednoczonej Partii Robotniczej. Podjęto wtedy jednogłośną decyzję o ukończeniu budowy Trasy 22 lipca 1949.
W marcu 1957 w pobliżu wylotu tunelu (od strony zachodniej) odsłonięto pomnik Karola Świerczewskiego.
Tunel ma długość 196 metrów. Dzięki niemu ruch kołowy między wschodnimi i zachodnimi dzielnicami Warszawy ominął ul. Krakowskie Przedmieście i plac Zamkowy. W podziemiach kamienicy Johna umieszczono górny hol pierwszych warszawskich schodów ruchomych, łączących poziom wylotu tunelu i przystanki komunikacji miejskiej z poziomem placu Zamkowego.
W 2016 roku tunel został ujęty w gminnej ewidencji zabytków.

## Galeria

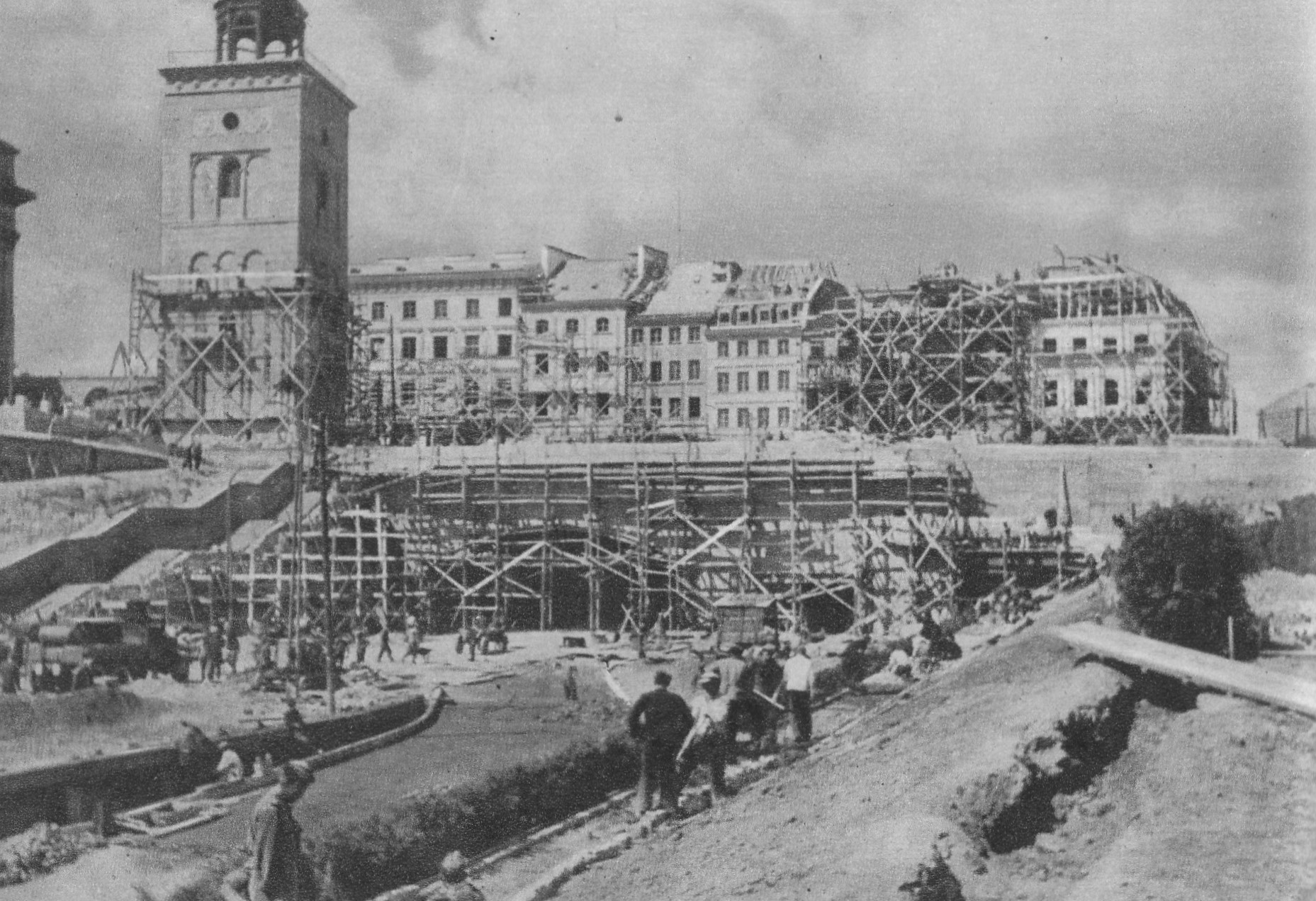
Budowa tunelu, widok od strony wschodniej, 1948
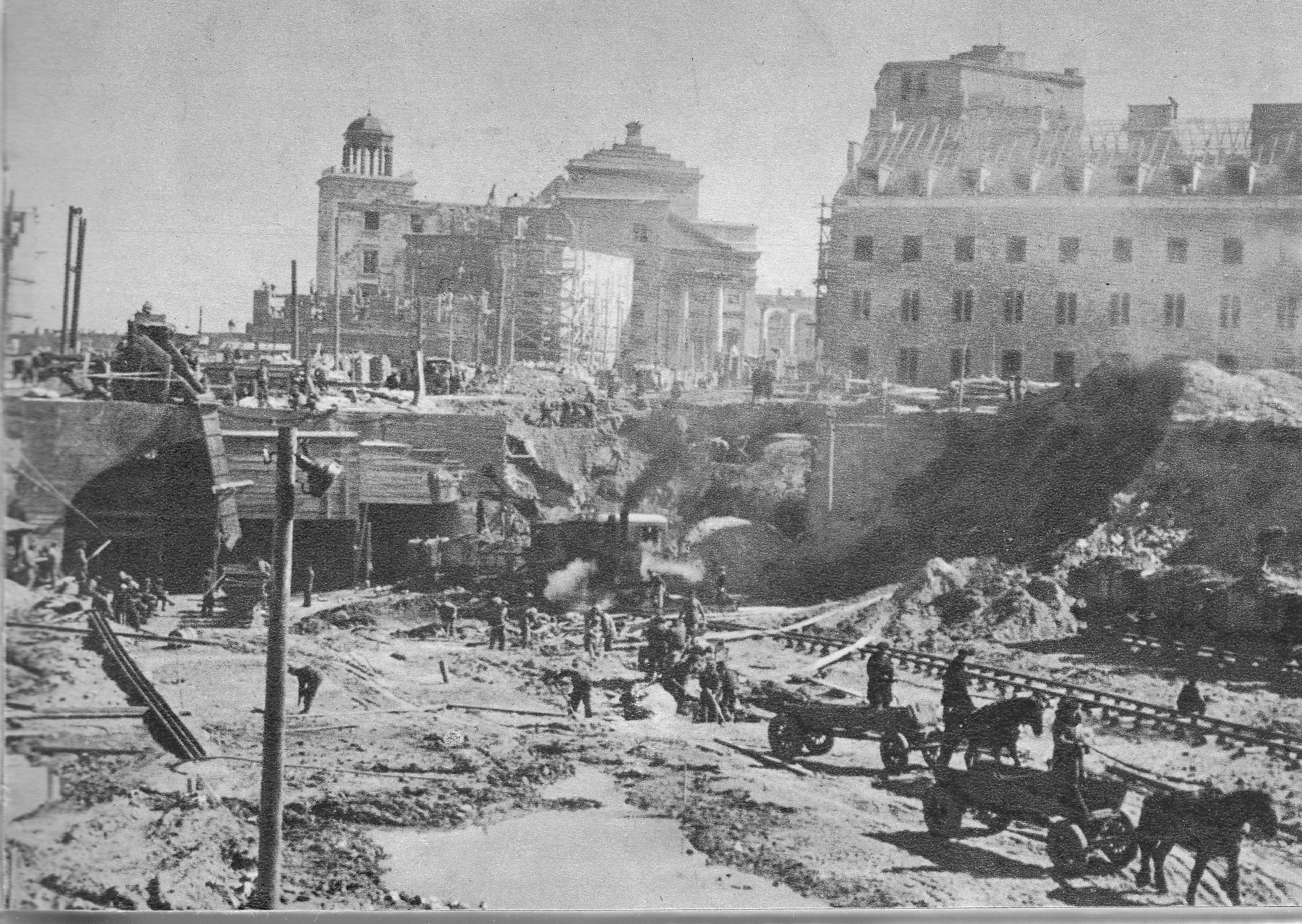
Budowa tunelu, widok od strony zachodniej, 1948
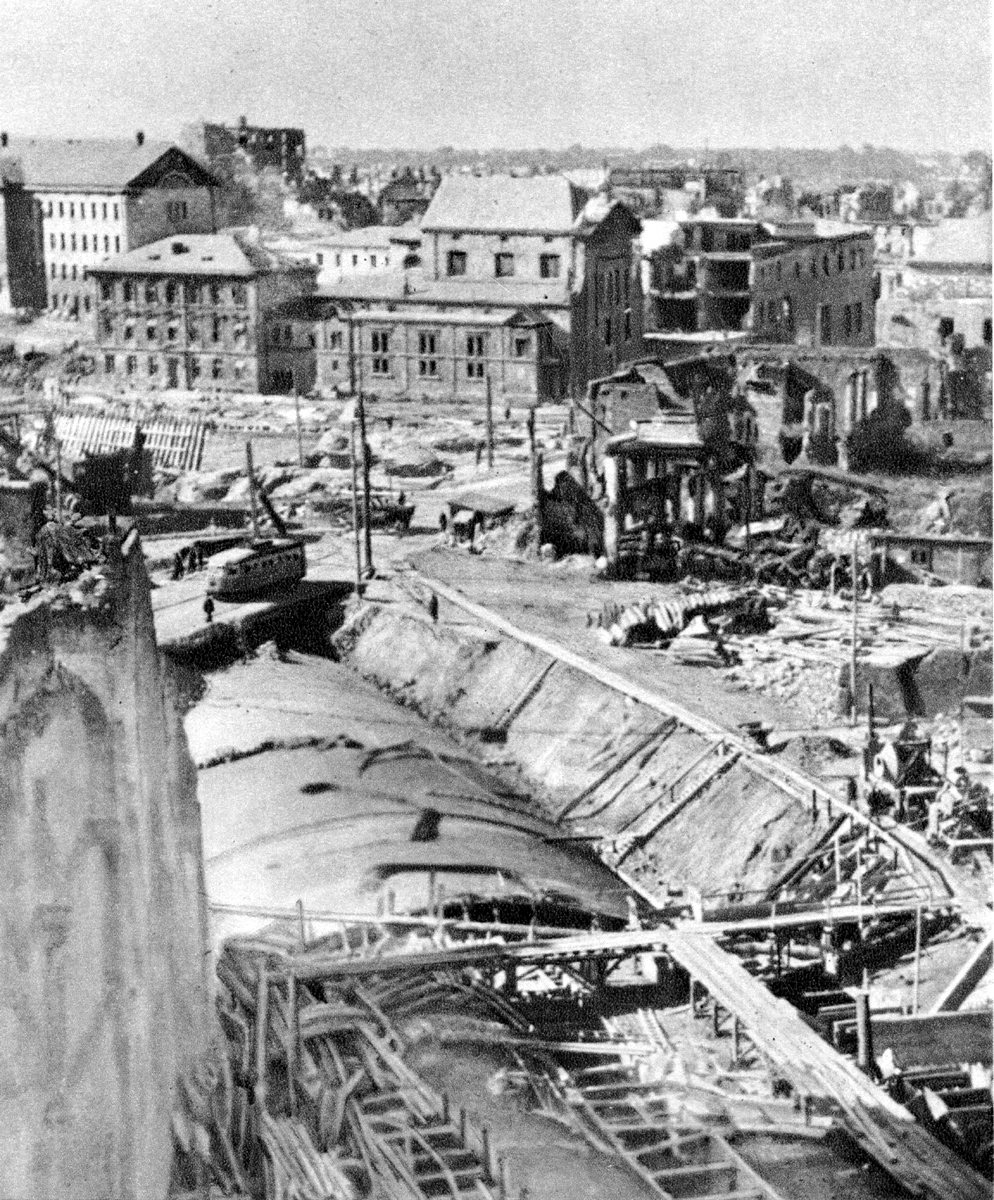
Betonowanie stropu tunelu, 1948
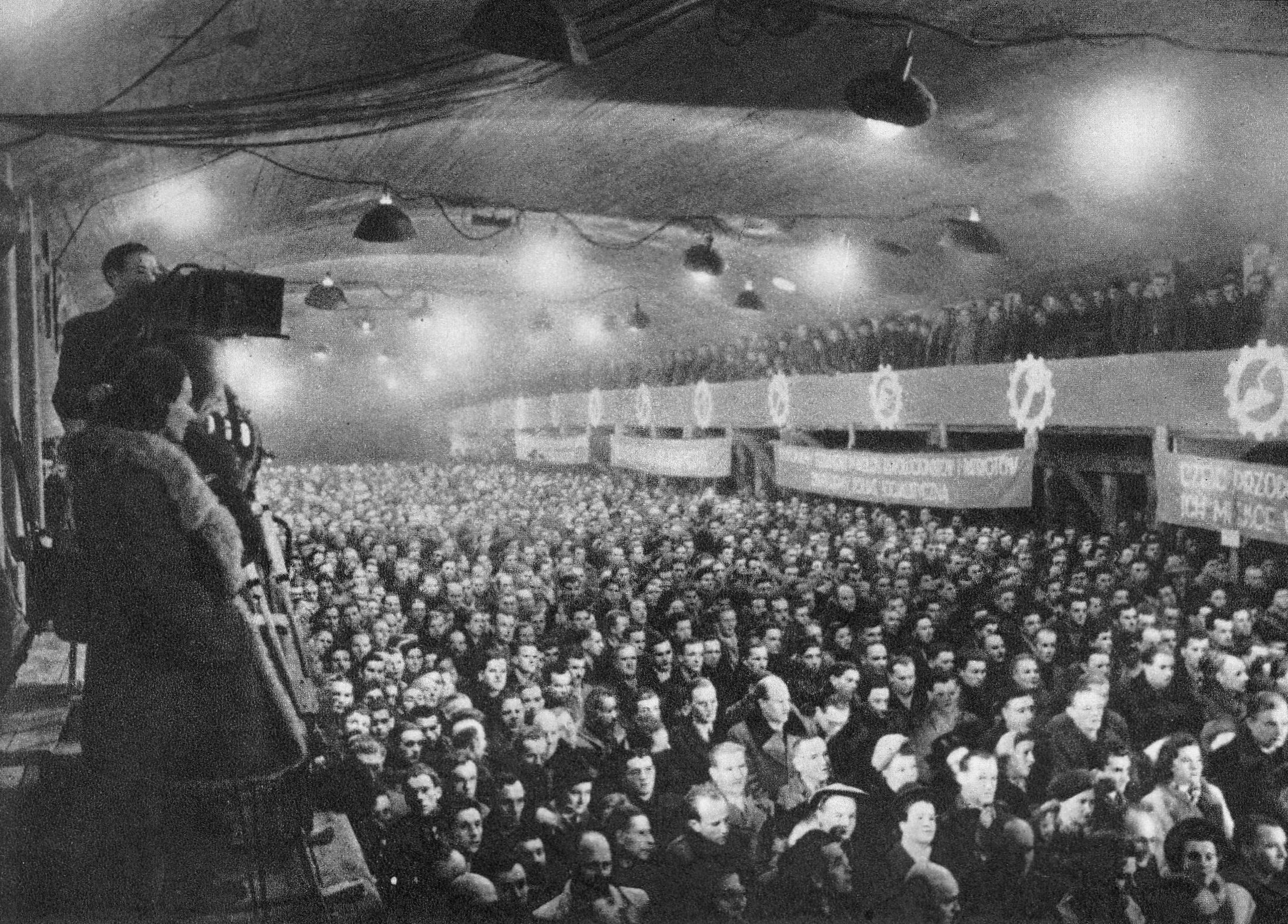
Wiec w tunelu 11 grudnia 1948
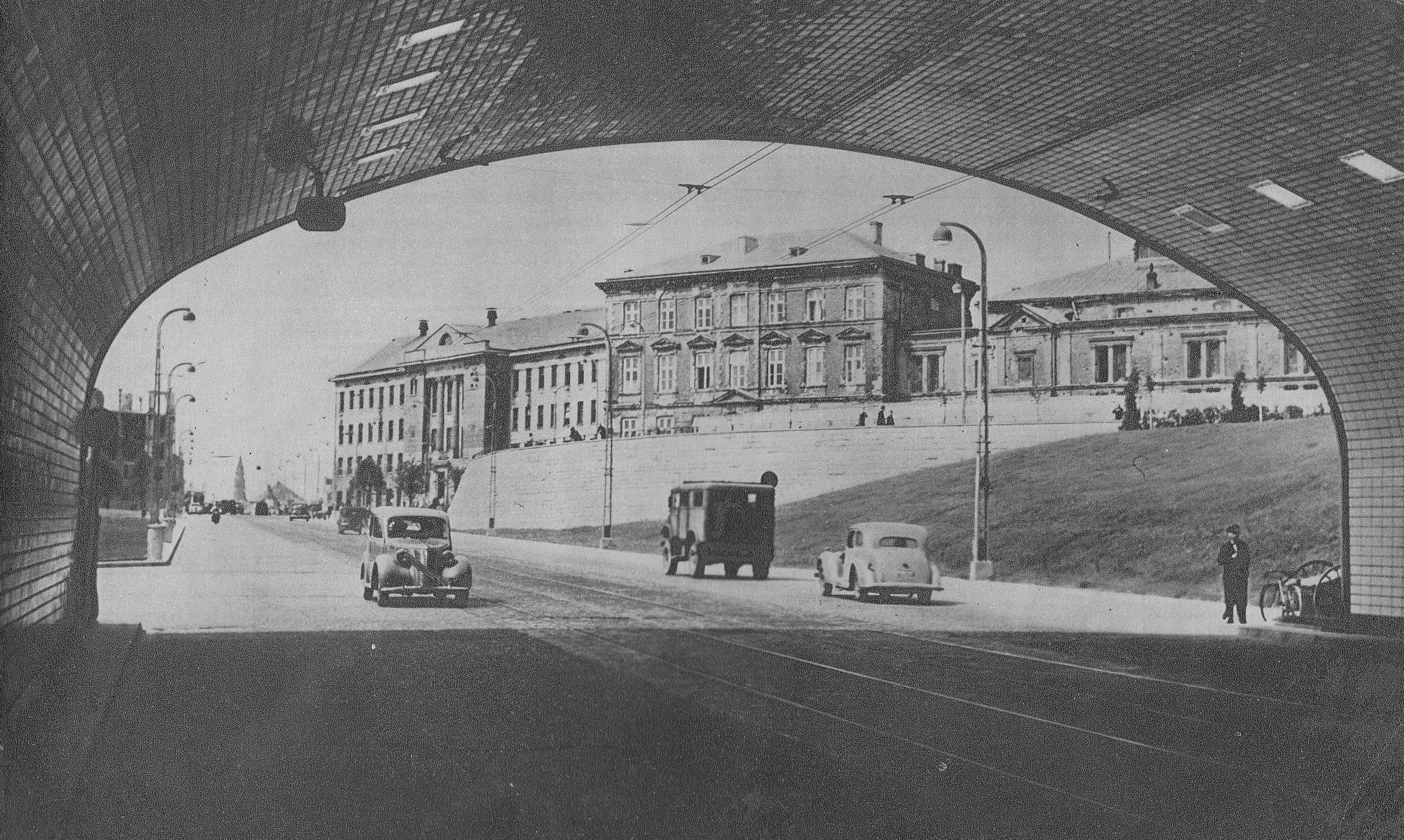
Widok z tunelu w kierunku zachodnim
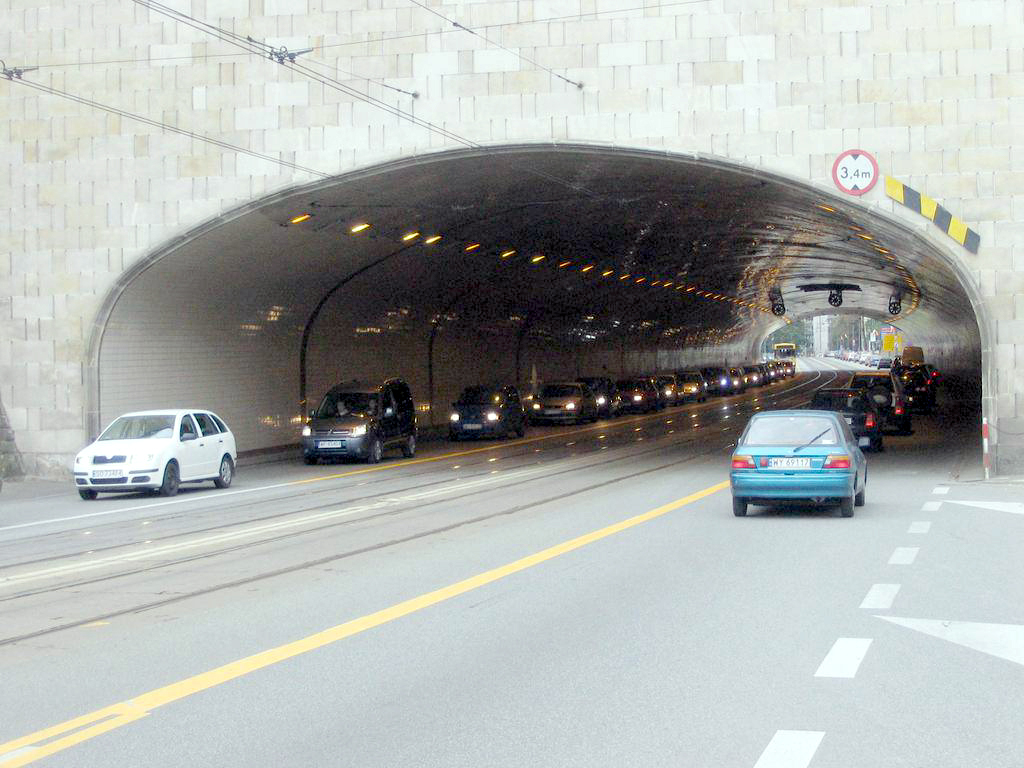
Wjazd do tunelu od strony wschodniej